# Dömjén Ferenc
Dömjén Ferenc (19. század) református lelkész.

## Élete
1841/42-ben a pápai református kollégiumban tanított, 1844 és 1847 között Pápán szolgált helyettes lelkészként.
Verseket írt a Tavasz című zsebkönyvbe (Pápa, 1845.) és Örömdalok (Nagy Mihálynak superintendensi székébe iktatásakor) című emlékkönyvbe (Pápa, 1845.).

## Munkája
Emlék Székinő, szül. Kimiti Teréz erényeinek. Pápa, 1848. (Gyászbeszéd, Liszkay József és Kovács Benő gyászbeszédeivel együtt.)